# Petit lac Quesnel
Le Petit lac Quesnel est un lac d'eau douce situé dans la municipalité de Saint-Émile-de-Suffolk, administré par la municipalité régionale de comté de Papineau, dans la région administrative de l'Outaouais, au Québec, au Canada.

## Géographie
Ce lac, d’une superficie d’environ 2,3 ha, est alimenté par la Petite rivière Rouge Est, qui arrive par le nord. Son écoulement se fait vers le lac Quesnel par un petit ponceau situé au sud.
Le Petit lac Quesnel est situé à proximité du chemin Émile-Quesnel au nord et le chemin du Lac-Quesnel au sud.

## Toponymie
Le toponyme « Petit lac Quesnel » a été officialisé le 15 septembre 1988 par la Commission de toponymie du Québec, en référence aux anciens propriétaires des terrains au bord du plan d'eau. En effet, en 1932, Joseph Quesnel fait l'acquisition des lots 45 et 46, sur lesquels le petit lac Quesnel est présent. Yvonne Quesnel (1890-1974), sa fille, décide de revendre les terrains à la Société immobilière des Scouts catholiques de Montréal en 1959. Les terrains ont donc appartenu à la famille Quesnel durant vingt-sept ans.